# Guido Maria Kretschmer
 (juin 2018).
Si vous disposez d'ouvrages ou d'articles de référence ou si vous connaissez des sites web de qualité traitant du thème abordé ici, merci de compléter l'article en donnant les références utiles à sa vérifiabilité et en les liant à la section « Notes et références ».
Pour les articles homonymes, voir GMK.
Guido Maria Kretschmer (GMK), né le 11 mai 1965 à Münster, est un styliste, costumier, écrivain et animateur de télévision allemand.

## Biographie
Les parents de Kretschmer sont des expulsés de Silésie. Kretschmer a grandi à One. Après deux semestres d'études médicales, il a commencé sa carrière de designer à Ibiza avec un petit stand sur le marché hippie populaire de l'île des Baléares. Ici, le musicien Udo Lindenberg, qui avait commandé des vestes de brocart pour sa tournée à l'époque, a pris conscience de son talent.

## Carrière professionnelle
En 1987, Guido remporte son premier grand appel d'offres et fonde la société "GMK by pepper" dont le siège social se trouve à Münster, ainsi qu'à Palma, et la marque de mode Guido "Maria Kretschmer Corporate Fashion". Avec trois employés au départ, il a surtout travaillé comme styliste de mode pour de grandes entreprises. Sa première commande importante fut la création d'uniformes pour les membres d'équipage de Hapag Lloyd. En plus des vêtements d'entreprise pour Deutsche Telekom, Hotel Kempinski, Hotel Maritim, Montblanc et Emirates Airlines, il a produit environ deux millions et demi de costumes pour le groupe touristique TUI. Avec la création de la marque "Guido Maria Couture" en 2004, il a concentré sa créativité sur la création de robes de cocktail et de soirées exclusives et d'accessoires. Il a présenté ses premiers défilés de mode dans ce domaine à Shanghai et à Tokyo.
En 2005, il a présenté ses créations pour la première fois à la Fashion Week de Berlin. L'actrice Katharina Thalbach a demandé à Kretschmer de concevoir une garde-robe de scène pour une pièce de théâtre de Oscar-Wilde. Depuis, il a travaillé comme costumier pour diverses productions théâtrales et cinématographiques. Kretschmer a équipé l'ensemble du Deutsche Oper Berlin pour la production du Barbier de Séville, par exemple, et dans le cinéma. Il a travaillé comme costumier pour Hände weg von Mississippi, Meine schöne Bescherung und Rubbeldiekatz. Il a également été invité dans les deux derniers films. Sa marque est régulièrement représentée lors de grands défilés de mode. Des célébrités comme Charlize Theron, Jane Seymour, Patricia Kaas, Iris Berben, Martina Gedeck, Jasmin Wagner et Heino Ferch portent ses créations. Il a des showrooms à Münster, Berlin, Palma de Majorque et a ouvert un magasin à Munich en 2009.
Depuis janvier 2012, Kretschmer présente l'émission de télévision Shopping Queen sur VOX et depuis avril 2012, une version avec des célébrités. En mars 2012, il a épousé son partenaire de longue date Frank Mutters à la mairie de Schöneberg. Une collection spéciale "Guido Maria Kretschmer pour eBay" a été créée jusqu'au 24 mars 2012.  
En 2013 et 2014, il a participé en tant que juré aux côtés de Dieter Bohlen, Bruce Darnell et Lena Gercke à l'émission musicale Das Supertalent. En 2013, il a également promu son premier livre, Attraction - Stil kennt keine Größe. Depuis l'automne 2014, il fait également de la publicité pour OGI Oil & Gas Invest AG. Il est ambassadeur de la Fondation allemande d'aide aux victimes d'accidents vasculaires cérébraux. 

## Livres
- 2013 : Anziehungskraft: Stil kennt keine Größe (sorti le 5 octobre 2013)[1]
- 2014 : Eine Bluse macht noch keinen Sommer: Geschichten aus dem Kleiderschrank (sorti le 14 novembre 2014)
- 2015 : Geschickt eingefädelt - Das große Nähbuch mit Guido Maria Kretschmer (sorti le 31 octobre 2015)
- 2015 : Guido Maria Kretschmer-Notizbuch (sorti le 9 novembre 2015)
- 2015 : Guido Maria Kretschmer-Geschenkbox: Anziehungskraft / Eine Bluse macht noch keinen Sommer (sorti en décembre 2015)
- 2016 : Meine Nähschule (sorti le 8 novembre 2016)
- 2018 : Das rote Kleid: Roman (sorti le 12 mars 2018)[2]

## Animation
- 2013-2014 (7e et 8e saison) : Das Supertalent : Juge

## Vie privée
En 2012, il a épousé l'artiste-peintre allemand, Frank Mutters, de 10 ans son aîné.

## Récompense et distinctions
- 2014 : Deutscher Fernsehpreis - Best Factual Entertainment